# Bătălia dintre Kearsarge și Alabama
Bătălia dintre Kearsarge și Alabama este o pictură în ulei pe pânză din 1864 a pictorului francez Édouard Manet. Tabloul comemorează Bătălia de la Cherbourg din 1864, o luptă navală între crucișătorul USS Kearsarge și CSS Alabama. Mulți spectatori au putut vedea bătălia de pe coasta Franței și au văzut că USS Kearsarge a scufundat CSS Alabama. Nefiind martor la luptă, Manet s-a bazat pe descrierile presei despre luptă pentru a-și documenta activitatea. [1] La o lună de la această luptă, Manet a finalizat deja acest tablou și l-a expus în magazinul de tipărituri al lui Alfred Cadart din Paris. [2]
În 1872, Barbey d'Aurevilly a declarat că tabloul era un „magnific tablou marin” și că „marea ... este mai înspăimântătoare decât bătălia”. [3] A fost expus la Alfred Cadart și lăudat de criticul Philippe Burty. [4]
Pictura a fost achiziționată de colecționarul francez de artă Marguerite Charpentier în 1878 și se află acum la Philadelphia Museum of Art.